# 崔家桥镇 (汉寿县)
崔家桥镇，是中华人民共和国湖南省常德市汉寿县下辖的一个乡镇级行政单位。

## 行政区划
崔家桥镇下辖以下地区：
岩坝桥社区、崔家桥村、油草冲村、大桥村、马家冲村、蔺家山村、铁厂湾村、东花村、连家坝村、砖墙村、小西冲村、大西冲村、回龙潭村、九灵村、东阳村和花山口村。